# Earl of Jersey

Wappen der Earls of Jersey seit 1819

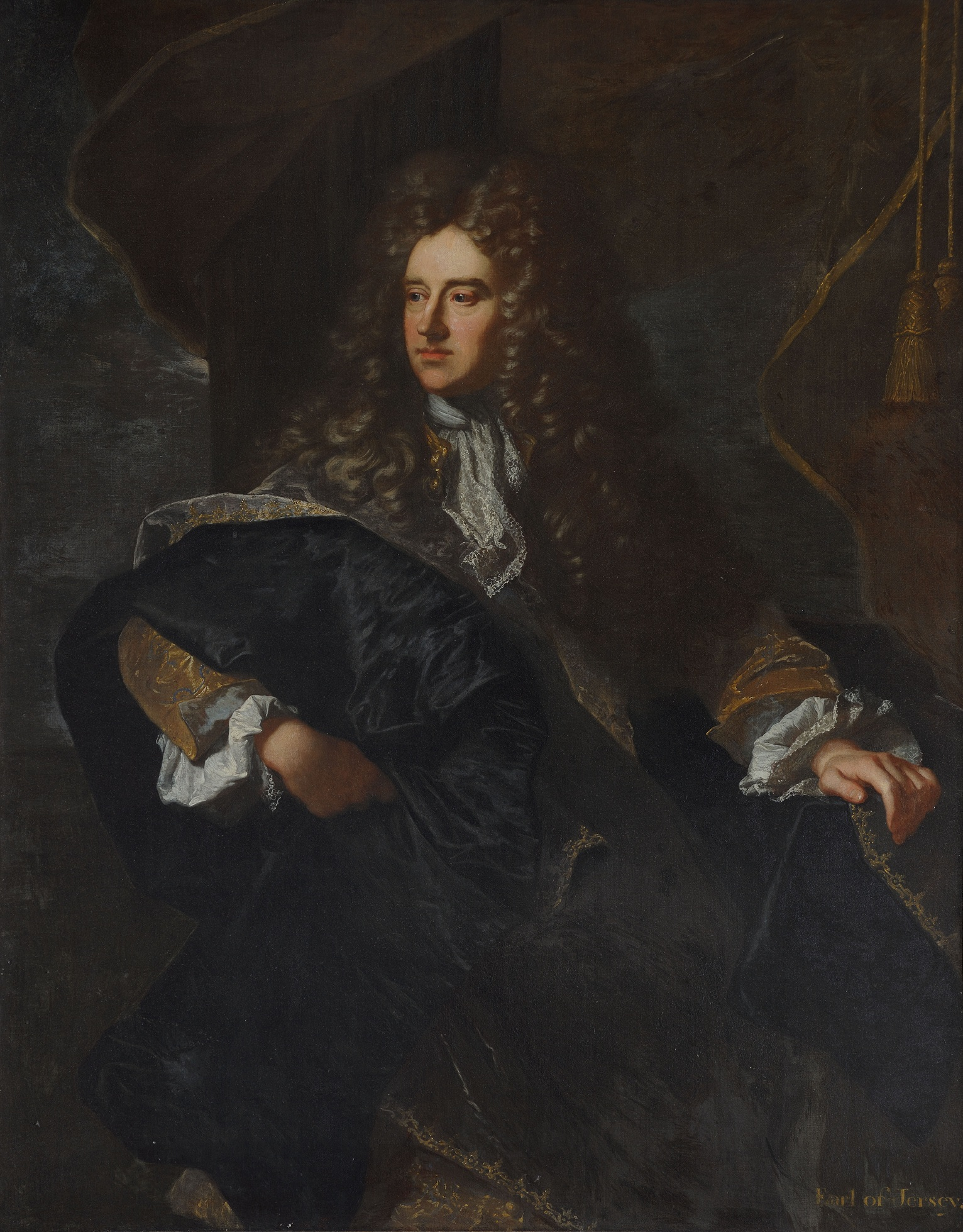
Edward Villiers, 1. Earl of Jersey

Earl of Jersey (auch Earl of the Island of Jersey) ist ein erblicher britischer Adelstitel in der Peerage of England.

## Verleihung und nachgeordnete Titel
Der Titel wurde am 13. Oktober 1697 für Edward Villiers, 1. Viscount Villiers, aus der Familie Villiers geschaffen. Dieser war ein bedeutender Diplomat und Politiker seiner Zeit, der bis in höchste Staatsämter aufstieg.
Er war bereits am 20. März 1691 zum Viscount Villiers, of Dartford in the County of Kent, und Baron Villiers, of Hoo in the County of Kent, erhoben worden. Beide Titel, die ebenfalls zur Peerage of England gehören, werden als nachgeordnete Titel geführt.
Der dritte Earl erbte 1766 den Titel 6. Viscount Grandison, of Limerick, der zur Peerage of Ireland gehört, von einem entfernten Verwandten. Dieser war mit einem speziellen Vermerk versehen, dass er auch auf die männlichen Abkömmlinge einer Nichte des ersten Viscounts übergehen könne. Aufgrund dieser Klausel erbte der dritte Earl den Titel.
Der 5. Earl änderte am 1. Dezember 1819 mit königlicher Erlaubnis seinen Familiennamen nach seiner Großmutter mütterlicherseits in Child-Villiers.

## Liste der Earls of Jersey (1697)
- Edward Villiers, 1. Earl of Jersey (1656–1711)
- William Villiers, 2. Earl of Jersey († 1721)
- William Villiers, 3. Earl of Jersey († 1769)
- George Bussy Villiers, 4. Earl of Jersey (1735–1805)
- George Child-Villiers, 5. Earl of Jersey (1773–1859)
- George Augustus Frederick Child-Villiers, 6. Earl of Jersey (1808–1859)
- Victor Albert George Child-Villiers, 7. Earl of Jersey (1845–1915)
- George Henry Robert Child Child-Villiers, 8. Earl of Jersey (1873–1923)
- George Francis Child-Villiers, 9. Earl of Jersey (1910–1998)
- George Francis William Child-Villiers, 10. Earl of Jersey (* 1976)

Titelerbe (Heir apparent) ist der Sohn des aktuellen Earls, George Henry William Child-Villiers, Viscount Villiers (* 2015).